# Richard Becker (Journalist)

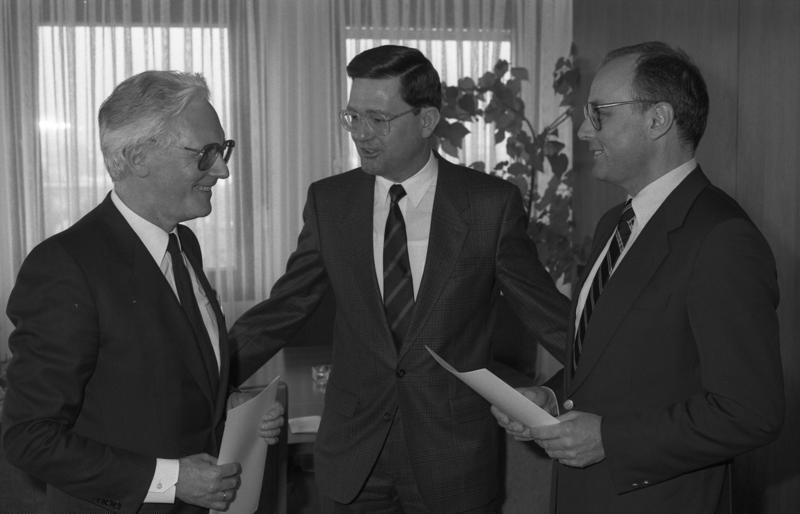
Richard Becker (links) mit Carl-Dieter Spranger und Edmund Gruber, 1988

Richard Becker (* 25. August 1926 in Stuttgart) ist ein deutscher Journalist, Redakteur und Intendant.
Richard Becker, Sohn von Berta Becker und des Notars Richard Becker, besuchte die Oberschule in Tuttlingen, die er 1947 mit dem Abitur abschloss. Er wurde Redaktionsvolontär, studierte 1950/1951 Volkswirtschaftslehre an der TH Stuttgart und 1953/1954 an der Universität Hamburg. Er war zunächst als Freier Journalist für das Schwäbische Tagblatt tätig. 1950 wurde er Redakteur bei Welt der Arbeit, 1951 für Gewerkschaftliche Monatshefte und von 1962 bis 1975 als Chefredakteur wieder bei Welt der Arbeit. Von 1961 bis 1968 war er auch Wirtschaftskommentator für den Bayerischen Rundfunk. Ab 1963 wirkte er als Mitherausgeber von Gewerkschaft/Wirtschaft/Gesellschaft und ab 1967 von Mitbestimmung und Wirtschaftspolitik. 1975/1976 war er Bundesvorstandssekretär des Deutschen Gewerkschaftsbundes. Bis 1976 hatte er ein Aufsichtsratmandat. Von 1972 bis 1976 war er Mitglied im Rundfunkrat und gehörte dem Programmausschuss des Deutschlandfunks an. Becker trat als Nachfolger von Reinhard Appel am 1. April 1976 die Position des Intendanten beim Deutschlandfunk in Köln an, die er bis 1988 innehatte. Er ist evangelisch, hat 1952 Ortrud Lenk geheiratet und eine Tochter (Carina Becker).